# Tobías Zúñiga Castro
Tobías Zúñiga Castro (San José, 10 de febrero de 1854-24 de junio de 1918) fue un político costarricense. 

## Biografía
Nació en San José, el 10 de febrero de 1854. Fue hijo de Pedro Zúñiga y Meléndez y Trinidad Castro e Hidalgo. Casó en su ciudad natal el 7 de noviembre de 1875 con Rosario Montúfar y Madriz, hija de Lorenzo Montúfar y Rivera y María de Jesús Madriz Enríquez.
Fue Secretario de Gobernación, Policía y Fomento del 30 de abril al 20 de julio de 1889, mientras ejercía la presidencia interinamente Ascensión Esquivel Ibarra. 
Fue candidato a la presidencia de la República en las elecciones de 1906, rivalizando con Máximo Fernández Alvarado, Bernardo Soto Alfaro, Cleto González Víquez y Ezequiel Gutiérrez Iglesias. Para las elecciones de segundo grado, que debían efectuarse en abril de 1906, Fernández y Soto decidieron apoyar la candidatura de Zúñiga, que parecía destinado a vencer a González Víquez, candidato apoyado por el gobierno del Presidente Ascensión Esquivel Ibarra. Sin embargo, en marzo de 1906 el presidente Esquivel, alegando que estaba en peligro el orden público, suspendió los derechos civiles y políticos y expulsó del país a Tobías Zúñiga Castro y a sus aliados Fernández y Soto, que se embarcaron con destino a Nueva York. La coalición se desmembró, y en las elecciones de abril, González Víquez alcanzó la mayoría; el Partido del Pueblo, que postulaba a Zúñiga, solamente obtuvo tres votos. Poco después se permitió a los exiliados regresar a Costa Rica.
Tobías Zúñiga Castro no volvió a intervenir en política.

## Fallecimiento
Falleció en San José, el 24 de junio de 1918 a los 64 años de edad.